# HMS A7
HMS A7 – brytyjski okręt podwodny typu A. Zbudowany w latach 1903–1905 w Vickers w Barrow-in-Furness. Okręt został wodowany 21 stycznia 1905 roku i rozpoczął służbę w Royal Navy 13 kwietnia 1905 roku.
W 1913 roku okrętem dowodził Lt. Gilbert Welman, a okręt stacjonował w Plymouth i był przydzielony do Trzeciej Flotylli Okrętów Podwodnych (3rd Submarine Flotilla). 16 stycznia 1914 roku w czasie ćwiczeń torpedowych z okrętami HMS Onyx (1892) oraz HMS Pygmy w Whitsand Bay w Kornwalii, A7 ugrzązł w mule. Z powodu złych warunków pogodowych, akcja ratunkowa nie została podjęta natychmiast. Wszyscy członkowie załogi polegli. 12 marca 1914 roku w miejscu zatonięcia okrętu odbyły się uroczystości pogrzebowe, a okręt został uznany za cmentarz wojenny. 